# Ладижинка
Лади́жинка (раніше Ладиженка) — село в Україні, центр Ладижинської сільської громади Уманського району Черкаської області. Площа села — 1010,4 га, кількість населення 2286 осіб, дворів 1176. Село знаходиться на автомагістралі Київ — Одеса М05 E95.

## Розташування
Село розташоване у південній частині Уманського району. З райцентром село з'єднане автомагістраллю Київ — Одеса М05 E95 (загальна відстань — 22 км). Фізична відстань до Умані — 18 км, до Києва — 185 км. Також сполучене асфальтованою дорогою на північний схід з селом Текуча та ґрунтовою дорогою на захід з селом Фурманка.
Сусідні населені пункти:
Ладижинка розташовується по обидва береги річки Ятрань при впадінні в неї річки Ропотухи. На території села є три ставки: сільський, польовий та яремський.

## Історія села

### До кінця XIX століття
На території Ладижинки виявлено залишки шести поселень трипільскої, білогрудівської та черняхівської культури.
Перша письмова згадка про село датується 1726 роком, після переходу від Калиновських до володінь магната Потоцького. Населення села потерпаючи від кріпаччини, релігійного та національного гніту, брало участь у коліївщині.
В кінці XVIII століття кількість населення Ладижинки збільшувалося. Якщо в 1772 році налічувалось 113 дворів, то в 1795 році вже 162 двори і 597 осіб населення.

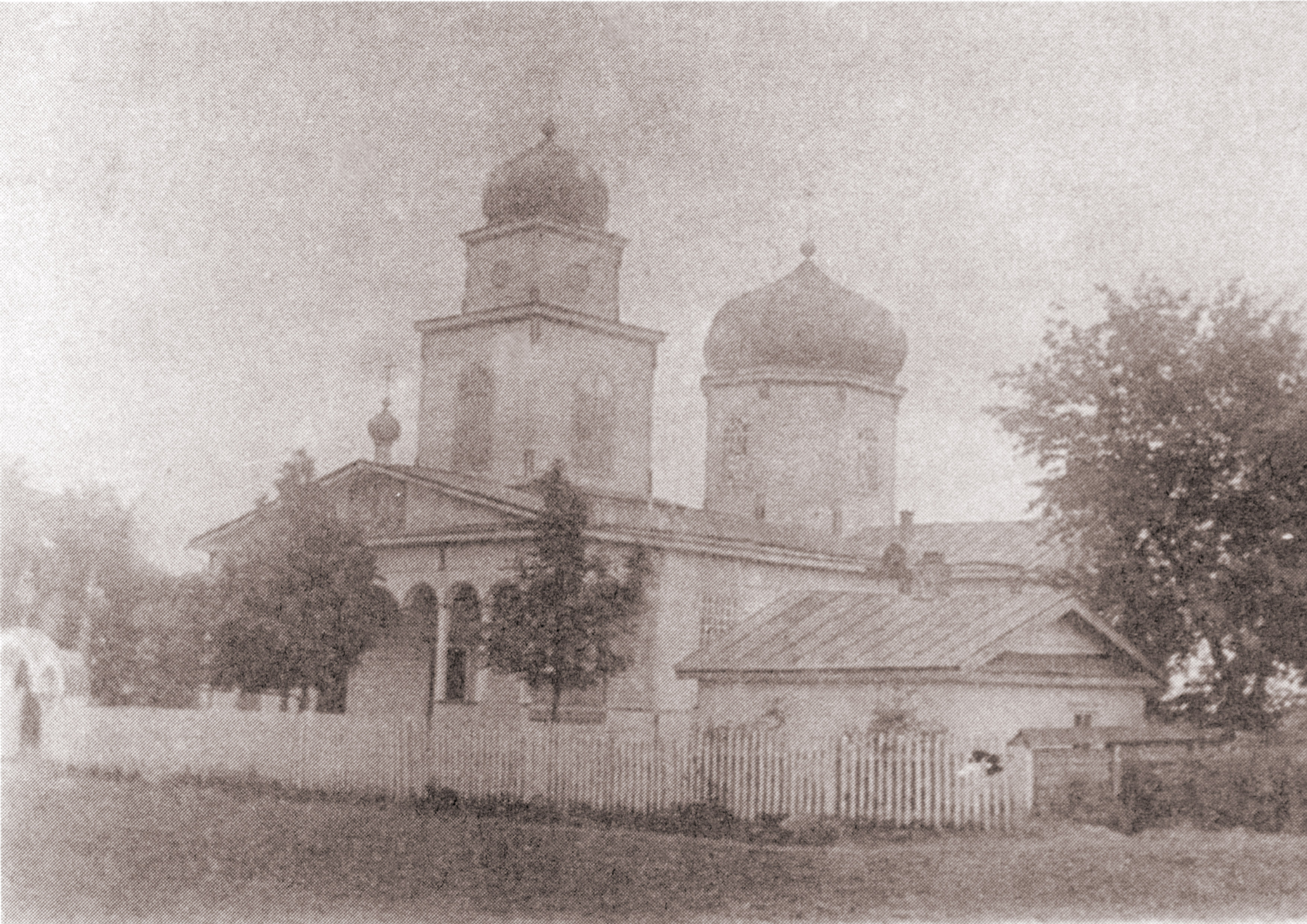
Церква Різдва Богородиці. Кінець XIX ст.

Реформою 1861 року із загальної кількості 4342-х десятин землі селянам відводилось 1272 десятин. Також внаслідок реформи Ладижинка стала центром новоутвореної волості і була переведена до розряду містечок, що зумовило поступову зміну складу населення та характер його занять. Було побудовано гуральню, паровий млин. З'явились перші ремісники (кравці, шевці, ковалі). Була відкрита церковнопарафіяльна школа.
1884 року населення села становило 2357 осіб. З них 1500 православних, 825 юдеїв та 32 католика. Діяли гуральня та дві чинбарні.
На початку XX століття в Ладижинці налічувалось 434 двори. Побудовано дві крупорушки, млин, вітряк, три заїжджих двори, працює фельдшерський пункт. В серпні 1905 року відкрилась лікарня.
З листопада 1917 року по березень 1919 року село входило до складу УНР.
26 жовтня 1917 року відбулось перше засідання Ладижинської волосної народної ради, щойно обраної на демократичних засадах. Головою волосної народної управи обрано Маглатія. Також було вирішено привітати Українську Центральну Раду й Генеральний Секретаріат як єдиний уряд України.

### Прихід радянської влади
Хоча першу сільську раду було створено в березні 1919 року (її головою став Я. Ю. Люліченко), остаточно село перейшло під радянську владу лише в січні 1920 року. 1930 року організовано 4 колгоспи, збудовано маслозавод, відкрито ветеринарну лікарню та МТС. В періоди з 1923 по 1930 рік та з 1933 по 1959 рік Ладижинка була районним центром.
Не оминув село Голодомор 1932—1933 років. Від голоду померло, тільки за офіційними даними 254 людини.
В 1934 році за наказом комуністичної влади було зруйновано церкву Різдва Богородиці.

### Друга світова війна
1941 року село було взято німецькими військами, 319 мешканців села було вивезено до Німеччини на примусові роботи.
11 березня 1944 року в результаті Умансько-Ботошанської операції, село зайняли радянські війська. Всього у період Другої світової війни 487 жителів села воювали на різних фронтах, 276 з них не повернулося додому.

### Післявоєнні роки
1958 року споруджено цегельний завод. Функціонували дільнична поліклініка, дошкільна установа. Будинок культури на 450 місць, лікарня, яка налічувала 85 ліжок, школа. У 1959 році утворено колгосп ім. Пархоменка. У 70-х рр. споруджено будівлю хлібокомбінату, ковбасний цех. За 1951—1971 роки в селі побудовано 676 житлових будинків, відкрито музичну школу.

### Часи незалежності
Після здобуття незалежності провідною подією в житті села стала реконструкція автомагістралі Київ — Одеса М05. Під час якої на території села було збудовано проїзди під автомагістраллю, що покращили сполучення між двома частинами села.
До 2018 року було центром Ладижинської сільської ради. Площа територіальних меж сільської ради становила 5175 га.

## Населення
Динаміку змінюваності чисельності населення Ладижинки демонструє нижче наведений графік:

### Мовний склад
Рідна мова населення за даними перепису 2001 року:
| Мова       | Чисельність, осіб | Доля     |
| ---------- | ----------------- | -------- |
| Українська | 2 468             | 98,88 %  |
| Інше       | 28                | 1,12 %   |
| Разом      | 2 496             | 100,00 % |

## Економіка
В селі працюють такі підприємства:
- Фермерське господарство «Аляска»
- Хлібкомбінат Уманського районного споживчого товариства;
- Фермерське господарство «Лідія»;
- Фермерське господарство «Колос»;
- Приватне сільськогосподарське підприємство «Сенс»;
- Сільськогосподарське товариство з обмеженою відповідальністю «Лан»;
- Відкрите акціонерне товариство Ладижинське ремонтно-транспортне підприємство;
- та ще 6 приватних підприємств та товариств.

Сфера послуг представлена 5 магазинами. Тричі на тиждень (неділю, вівторок, п'ятницю) працює сільський базар, на який приїжджають десятки машин з продовольчими та промисловими товарами.

## Соціальна сфера
На сьогодні в селі працює Ладижинський ліцей, Ладижинська школа-інтернат, дитяча музична школа, музей історії села, поштове відділення,  амбулаторія загальної практики сімейної медицини, 4 бібліотеки. Наявний стадіон, розташований в центральній частині села за будинком культури.

## Політика
Голова сільської ради — Цоколенко Сергій Васильович, обраний у 2015 році.
До складу Ладижинської сільської ради входить 14 депутатів.
Село Ладижинка утворює постійну виборчу дільницю № 710622, що розташована у залі урочистих подій будинку культури. Результати виборів:
- Парламентські вибори 2002: зареєстровано 1952 виборці, явка 72,75 %, найбільше голосів віддано за Блок Віктора Ющенка «Наша Україна» — 29,65 %, за Соціалістичну партію України — 18,03 %, за Блок Юлії Тимошенко — 15,42 % та за Комуністичну партію України — 15,14 %. В одномандатному окрузі найбільше голосів отримав Кузьменко Петро Павлович — 26,83 %, за Журило Станіслава Дмитровича — 20,35 %, за Радецького Віталія Григоровича — 12,11 %.[13]
- Вибори Президента України 2004 (третій тур): зареєстровано 1960 виборців, явка 77,45 %, з них за Віктора Ющенка — 87,48 %, за Віктора Януковича — 9,09 %.[14]
- Парламентські вибори 2006: зареєстровано 1910 виборців, явка 68,35 %, найбільше голосів віддано за Блок Юлії Тимошенко — 44,58 %, за Соціалістичну партію України — 14,02 %, за Блок НДП — 13,10 %.[15]
- Парламентські вибори 2007: зареєстровано 1853 виборця, явка 61,14 %, найбільше голосів віддано за Блок Юлії Тимошенко — 55,16 %, за Блок «Наша Україна-Народна самооборона» — 15,80 %, за Партію регіонів — 11,65 %.[16]
- Вибори Президента України 2010 (перший тур): зареєстровано 1827 виборців, явка 60,48 %, найбільше голосів віддано за Юлію Тимошенко — 52,03 %, за Віктора Януковича — 11,40 %, за Арсенія Яценюка — 9,50 %.[17]
- Вибори Президента України 2010 (другий тур): зареєстровано 1828 виборців, явка 62,91 %, з них за Юлію Тимошенко — 78,00 %, за Віктора Януковича — 19,13 %[18].
- Парламентські вибори 2012: зареєстровано 1770 виборців, явка 64,41 %, найбільше голосів віддано за Всеукраїнське об'єднання «Батьківщина» — 42,01 %, за Партію регіонів — 27,10 %, за Всеукраїнське об'єднання «Свобода» — 9,74 %.[19] В одномандатному окрузі найбільше голосів отримав Яценко Антон Володимирович (ПР) — 42,28 %, за Полякова Максима Анатолійовича («Батьківщина») — 27,20 %, за Костенка Павла Івановича (самовисування) — 12,64 %.[20]

## Релігія

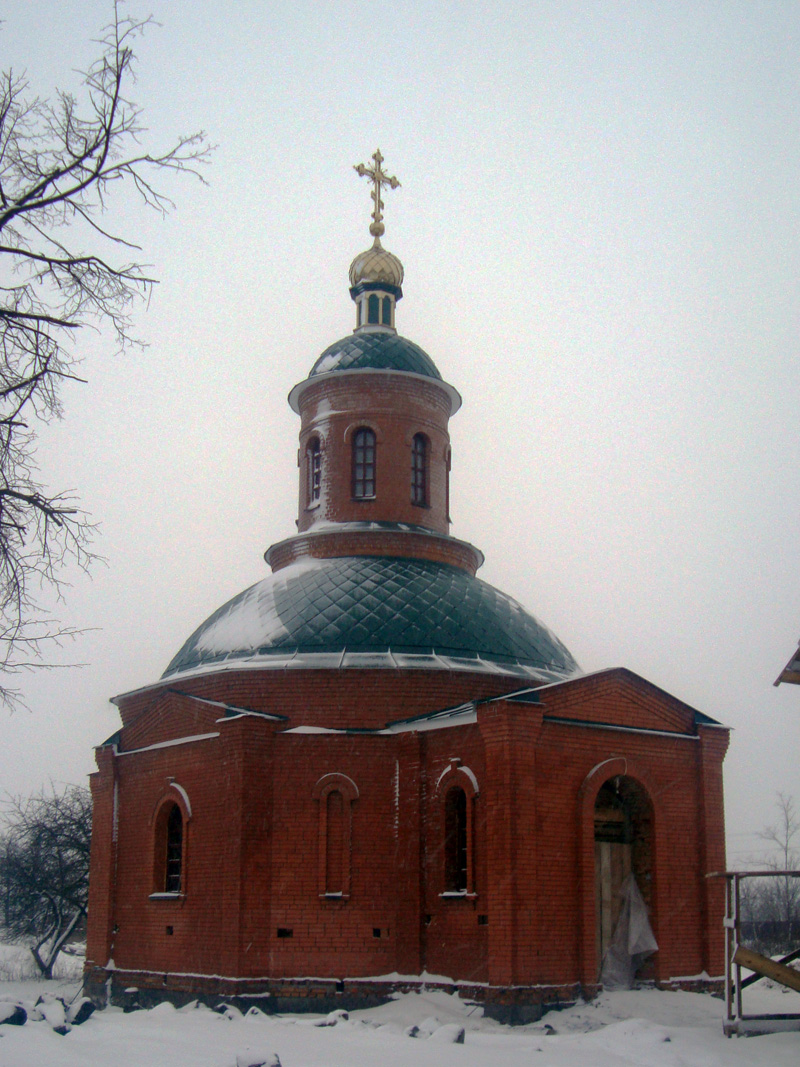
Миколаївська церква

1753 року в селі була збудована дерев'яна церква Різдва Богородиці (зруйнована 1934 року).
У Ладижинці діє церква Святого Миколая УПЦ Московського патріархату, збудована старанням Преосвященнішого єпископа Ніжинського і Прилуцького Іринея, який освятив її 18 травня 2013 року. Першу Божественну літургію в новій церкві очолив Високопреосвященніший митрополит Вишгородський і Чорнобильський Павел у співслужінні архієпископа Уманського і Звенигородського Пантелеімона та єпископа Ніжинського і Прилуцького Іринея. Настоятелем церкви є протоієрей Василь Копитчак.
Є два цвинтарі: старий (в центрі) та новий (на околиці села, навпроти Миколаївської церкви). В зв'язку з ущільненням старого цвинтар'я, відкритим для поховань є лише новий.

## Пам'ятники
В Ладижинці встановлені такі пам'ятники:
- Пам'ятник на братській могилі радянських воїнів, загиблих у боях за село (48°32′36″ пн. ш. 30°14′28″ сх. д. / 48.54333° пн. ш. 30.24111° сх. д.). Встановлений 1954 року в сільському парку.
- Обеліск воїнам-односельчанам, загиблим у Другій світовій війні (48°32′36.5″ пн. ш. 30°14′37.8″ сх. д. / 48.543472° пн. ш. 30.243833° сх. д.). Виготовлений з граніту. Встановлений 9 травня 1965 року.

## Люди
В Ладижинці народилися:
- Артемчук Ігор Максимович (1937—2018) — український письменник-гуморист і перекладач, член Спілки письменників України.
- Безклубенко Сергій Данилович (нар. 1932) — Міністр культури УРСР у 1977—1983 роках, професор Київського національного університету культури і мистец, журналіст.
- Перфецький Леонід (1901—1977) — сотник Армії Української Народної Республіки, художник-баталіст.
- Тульчинський Семен Абрамович (1914—1994) — український радянський архітектор.

В селі пройшли дитячі та юнацькі роки єпископа Іринея (Семка), який став ініціатором зведення в селі Миколаївської церкви.
Закінчував в 1975 р. середню школу Мельник Віктор Іванович — літератор, член Національної спілки письменників України, Асоціації українських письменників.

## Галерея

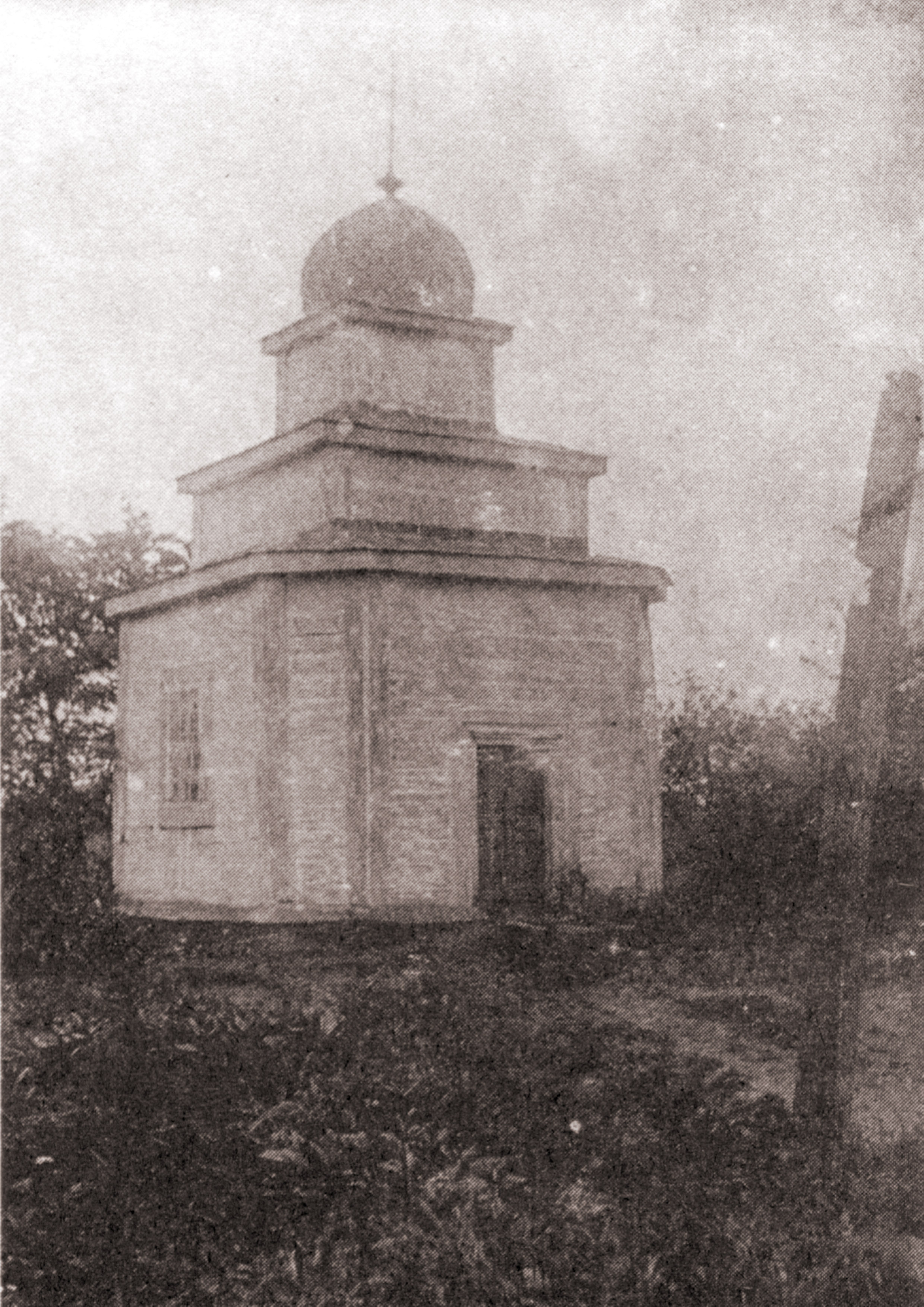
Каплиця
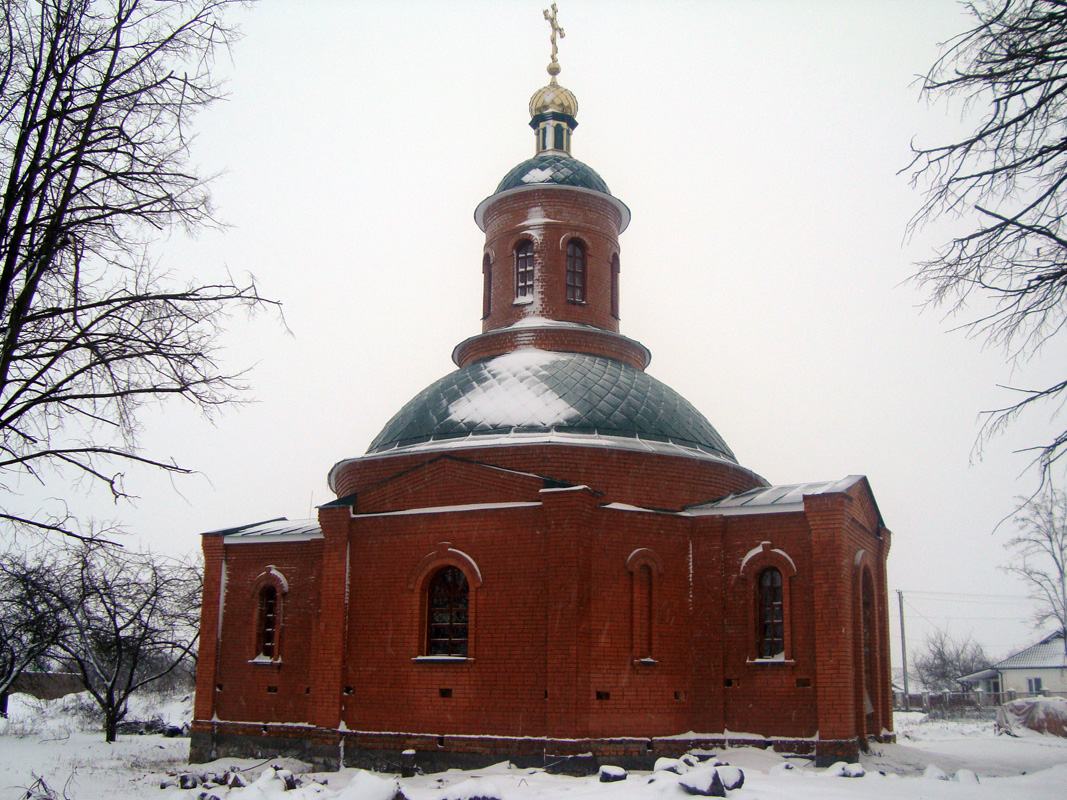
Миколаївська церква (2010)